# Marcel Dubé
Marcel Dubé (ur. 3 stycznia 1930 w Montrealu, zm. 7 kwietnia 2016 tamże) – kanadyjski dramatopisarz francuskojęzyczny.

## Życiorys
W 1950 pomógł założyć trupę o nazwie La Jeune Scène, w 1951 napisał sztukę Le Bal triste wystawioną w L'Ermitage w Montrealu, 1953-1955 mieszkał we Francji. Stworzył ponad 40 dramatów napisanych głównie dla radia i telewizji, choć często były one również wystawiane w teatrach. Rozgłos przyniosły mu sztuki Zone (1953), Octobre (1954), Un simple soldat (1957) i Florence (1958), które w sposób realistyczny ukazywały dramaty rodzinne i konflikty środowiskowe, fatalizm egzystencji i alienację młodzieży w tradycyjnym społeczeństwie Quebecu, a przy tym zawierały motywy autobiograficzne autora. W swojej późniejszej twórczości wyewoluował w stronę melodramatu i dramatu psychologicznego i ukazywał w swoich sztukach problemy społeczno-polityczne Quebecu - m.in. dramaty Au retour des oies blanches (wyst. 1967), Les beaux dimanches (1968), i L’impromptu de Quebec ou le Testament (1974). W 1984 otrzymał Nagrodę Molsona.